# FM-ligan i ishockey
FM-ligan i ishockey (finska: Liiga, tidigare Jääkiekon SM-Liiga eller kortformen SM-Liiga) är Finlands högsta division i ishockey.

## Historia

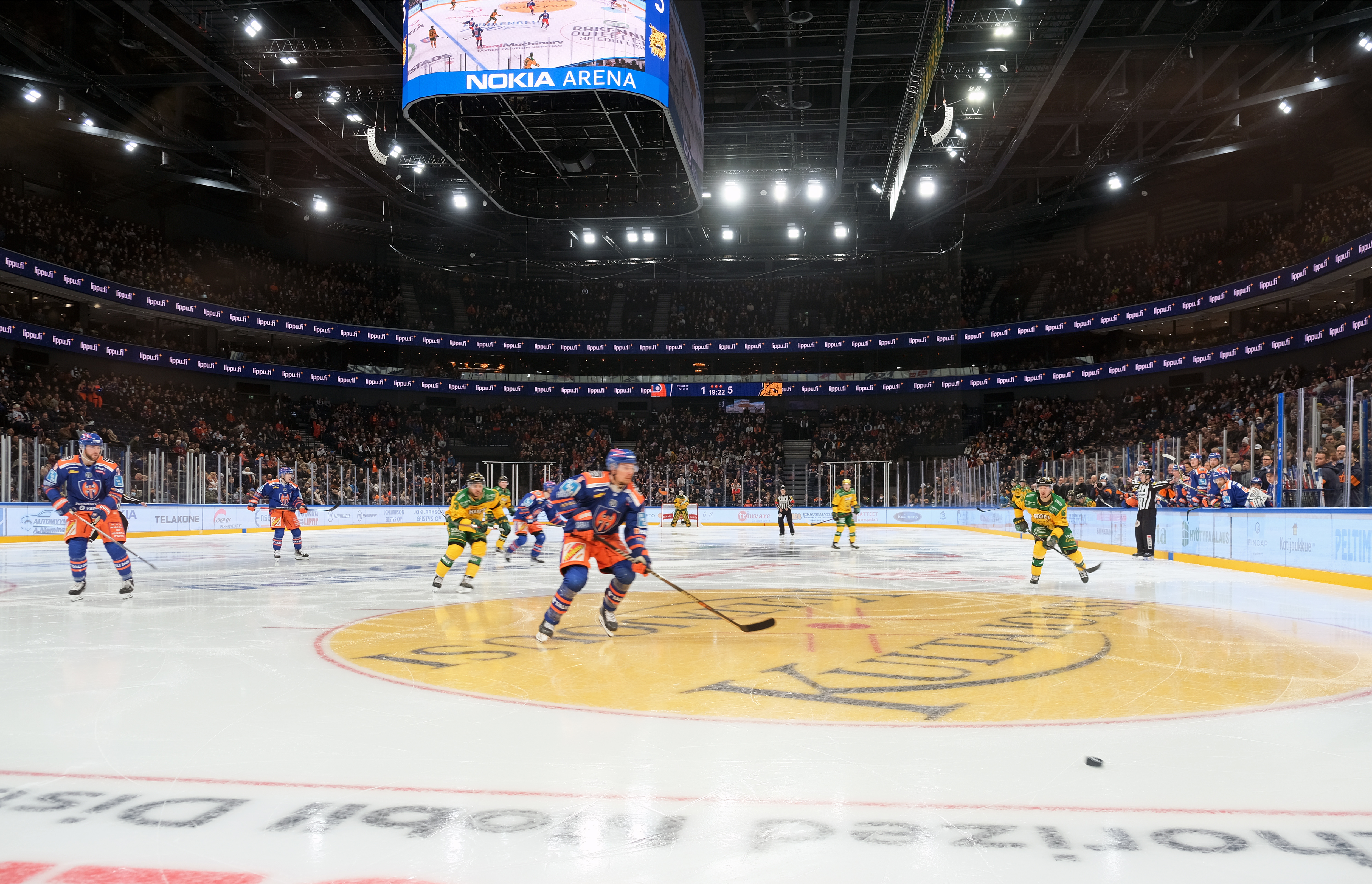
Tappara mot Ilves, 2021.

FM-ligan, som är en professionell ishockeyserie, hade premiär säsongen 1975/1976 då den ersatte FM-serien i ishockey, som i huvudsak var en amatörserie. De första säsongerna var FM-ligan halvprofessionell. Ytterst få spelare i Finland under 1970-talet hade som heltidsjobb att spela ishockey. De första elva säsongerna kom omkring 900 000 åskådare per säsong och tittade på grundseriematcherna. Säsongen 1986/1987 utökades antalet matcher i grundserien för varje lag från 36 till 44, och säsongen 2000/2001 till 56. Serien utökades till 12 lag säsongen 1988/1989. Under 1990-talet ökade intresset för ishockey i Finland, bland annat genom framgångar för Finlands herrlandslag i ishockey. FM-ligans åskådarantal per säsong ökade till omkring 1,8 miljoner.
I mitten av 1990-talet var alla spelare heltidsanställda och kring år 2000 hade de flesta lagen blivit privata aktiebolag, med undantag av HPK som fortfarande är en registrerad förening.
FM-ligan består av 15 lag. Inför säsongen 2000/2001 "stängdes" FM-ligan, och därmed miste lag i den lägre divisionen Mestis (=FM-serien i ishockey) möjlighet att kvalificera till ligan.
2004 beslutades det att det lag som vinner Mestis ska få möjlighet att flytta upp till FM-ligan. Dock ställdes det krav på att det laget ska ha såväl sportsliga som ekonomiska förutsättningar för spel i högsta serien.

## Finländska mästare sedan 1976
- 1976 – TPS (Åbo)
- 1977 – Tappara (Tammerfors)
- 1978 – Ässät (Björneborg)
- 1979 – Tappara Tammerfors
- 1980 – HIFK (Helsingfors)
- 1981 – Kärpät (Uleåborg)
- 1982 – Tappara (Tammerfors)
- 1983 – HIFK (Helsingfors)
- 1984 – Tappara (Tammerfors)
- 1985 – Ilves (Tammerfors)
- 1986 – Tappara (Tammerfors)
- 1987 – Tappara (Tammerfors)
- 1988 – Tappara (Tammerfors)
- 1989 – TPS (Åbo)
- 1990 – TPS (Åbo)
- 1991 – TPS (Åbo)
- 1992 – Jokerit (Helsingfors)
- 1993 – TPS (Åbo)
- 1994 – Jokerit (Helsingfors)
- 1995 – TPS (Åbo)
- 1996 – Jokerit (Helsingfors)
- 1997 – Jokerit (Helsingfors)
- 1998 – HIFK (Helsingfors)
- 1999 – TPS (Åbo)
- 2000 – TPS (Åbo)
- 2001 – TPS (Åbo)
- 2002 – Jokerit (Helsingfors)
- 2003 – Tappara (Tammerfors)
- 2004 – Kärpät (Uleåborg)
- 2005 – Kärpät (Uleåborg)
- 2006 – HPK (Tavastehus)
- 2007 – Kärpät (Uleåborg)
- 2008 – Kärpät (Uleåborg)
- 2009 – JYP (Jyväskylä)
- 2010 – TPS (Åbo)
- 2011 – HIFK (Helsingfors)
- 2012 – JYP (Jyväskylä)
- 2013 – Ässät (Björneborg)
- 2014 – Kärpät (Uleåborg)
- 2015 – Kärpät (Uleåborg)
- 2016 – Tappara (Tammerfors)
- 2017 – Tappara (Tammerfors)
- 2018 – Kärpät (Uleåborg)
- 2019 – HPK (Tavastehus)
- 2020 – Ingen mästare utsedd på grund av Coronaviruspandemin
- 2021 – Lukko (Raumo)
- 2022 – Tappara (Tammerfors)
- 2023 – Tappara (Tammerfors)
- 2024 – Tappara (Tammerfors)
- 2025 – KalPa (Kuopio)

## Klubbar

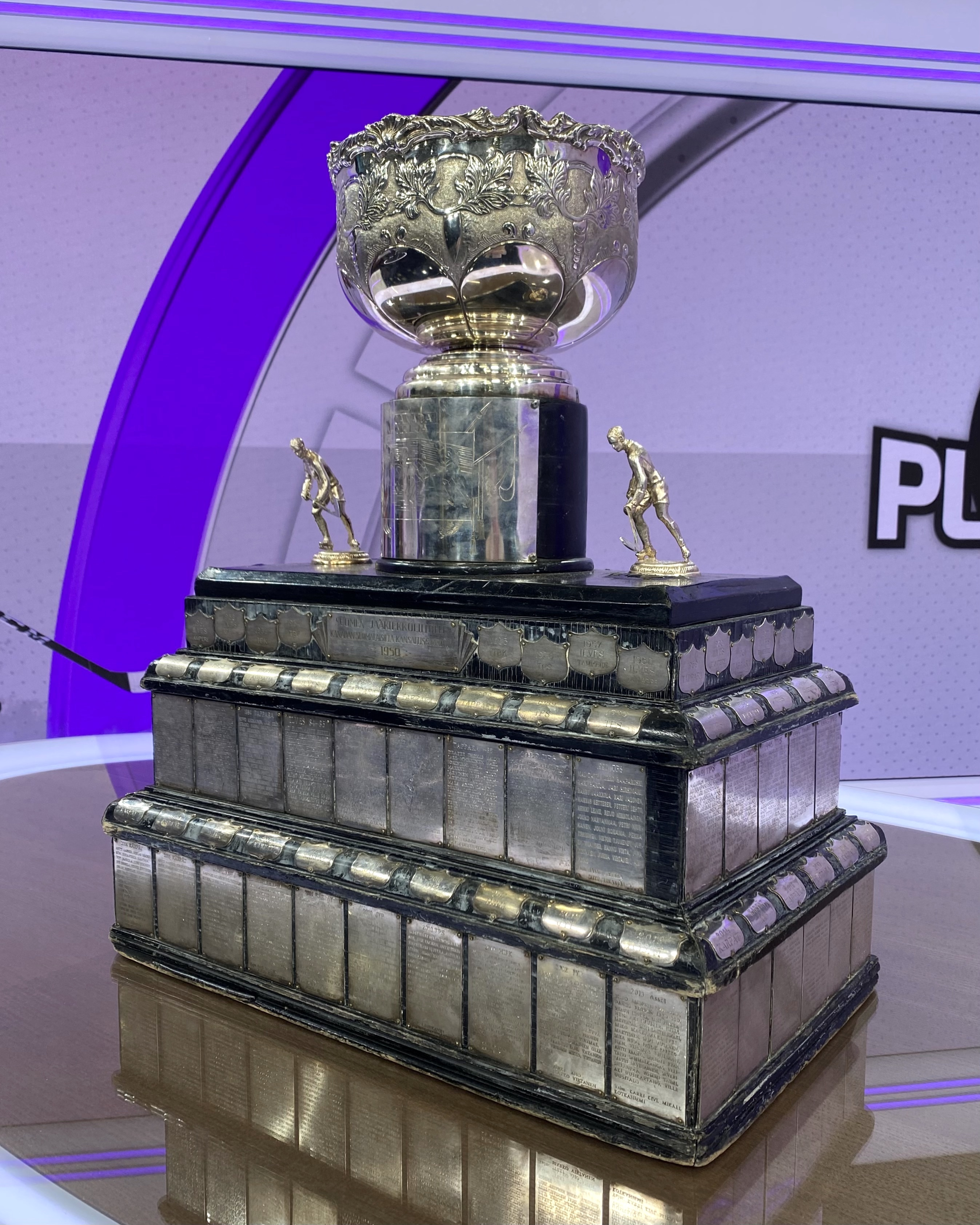
Finska mästerskapstrofén (Kanada-malja).

| Lag          | Stad          | Arena                | Kapacitet |
| ------------ | ------------- | -------------------- | --------- |
| HIFK         | Helsingfors   | Helsingfors ishall   | 8 200     |
| HPK          | Tavastehus    | Pohjantähti Areena   | 5 360     |
| Ilves        | Tammerfors    | Nokia Arena          | 13 455    |
| Jukurit      | S:t Michel    | S:t Michels ishall   | 4 300     |
| JYP          | Jyväskylä     | LähiTapiola Areena   | 4 437     |
| KalPa        | Kuopio        | Olvi Areena          | 5 064     |
| Kiekko-Espoo | Esbo          | Espoo Metro Areena   | 6 982     |
| Kookoo       | Kouvola       | Lumon Areena         | 6 400     |
| Kärpät       | Uleåborg      | Oulun Energia Areena | 6 614     |
| Lukko        | Raumo         | Kivikylän Areena     | 5 400     |
| Pelicans     | Lahtis        | Isku Areena          | 5 530     |
| SaiPa        | Villmanstrand | Kisapuisto ishall    | 4 820     |
| Sport        | Vasa          | Vasa Arena           | 5 200     |
| Tappara      | Tammerfors    | Nokia Arena          | 13 455    |
| TPS          | Åbo           | Gatorade Center      | 11 820    |
| Ässät        | Björneborg    | Storbackens ishall   | 6 000     |

## Dator- och TV-spel
FM-ligan förekommer i datorspelet Elitserien 2001 tillsammans med lag från Elitserien. FM-ligan har också förekommit i EA Sports NHL-serie sedan NHL 2004 släpptes.